# Panna microdon
Panna microdon es una especie de pez de la familia Sciaenidae en el orden de los Perciformes.

## Morfología
• Los machos pueden llegar alcanzar los 30 cm de longitud total.
- Número de  vértebras: 11-25.[1][2]

## Hábitat
Es un pez de clima tropical y demersal

## Distribución geográfica
Se encuentra en el Océano Pacífico occidental central (desde el sur del Vietnam hasta  Java y el oeste de Borneo) y el  Índico (la India, Sri Lanka y Birmania ).

## Observaciones
Es inofensivo para los humanos.